# Herbert Miehsler
Herbert Miehsler (* 20. Juni 1934 in Wien; † 1. Juli 1986) war ein österreichischer Rechtswissenschaftler. Er war ordentlicher Professor für Völkerrecht an der Universität Salzburg und begründete das Österreichische Institut für Menschenrechte in Salzburg.

## Leben
Herbert Miehsler studierte nach der Matura im Jahr 1952 Rechtswissenschaften in Wien. 1957 wurde er promoviert und war danach zunächst Bediensteter des Bundeslandes Niederösterreich. Er habilitierte sich im Jahr 1962 mit der Arbeit „Südtirol als Völkerrechtsproblem“ bei Alfred Verdroß an der Universität Wien. 1965 wurde er außerordentlicher und 1967 ordentlicher Professor für Völkerrecht an der Universität Graz. 1969 wechselte er an die Universität Salzburg und wurde Direktor des im selben Jahr gegründeten Instituts für Völkerrecht und ausländisches öffentliches Recht. In Salzburg lehrte Miehsler bis zu seinem Tod. Als Salzburger Ordinarius war er unter anderem Redakteur des (heute von Stefanie Schmahl und Katharina Pabel herausgegebenen) „Internationalen Kommentars“ zur Europäischen Menschenrechtskonvention.
Miehsler starb im Alter von 52 Jahren. An der Universität Salzburg wurde er von 1987 bis 1996 mit jährlichen Gedächtnisvorlesungen geehrt.
Miehsler war seit 1967 mit der Psychologin Ursula Miehsler-Bolzano verheiratet. Er war Vater einer Tochter (* 1969) und eines Sohnes (* 1972). Er war Mitglied der deutschen Freimaurerloge Bruderkette am Untersberg und wurde 1986 in die österreichische Loge Tamino affiliert.

## Schriften (Auswahl)
- Grundsätze und Ziele der internationalen Raumordnung in Bezug auf Österreich (= Österreichische Raumordnungskonferenz. Schriftenreihe. 10, ZDB-ID 552575-5). Geschäftsstelle der Österreichischen Raumordnungskonferenz, Wien 1977.
- mit Friedrich Krzizek: Verfassungsrechtliche Grundlagen für die regionale Standortpolitik (= Schriftenreihe der Forschungsgesellschaft für Wohnen, Bauen und Planen. 44, ZDB-ID 258518-2). Selbstverlag Forschungsgesellschaft für Wohnen Bauen und Planen, Wien 1972.
- Moderne Formen der Rechtsbereinigung und Verlautbarung von Rechtsvorschriften dargestellt am Beispiel Niederösterreich. In: Zeitschrift für ausländisches öffentliches Recht und Völkerrecht. Band 32, 1972, S. 394–419
- Südtirol als Völkerrechtsproblem. Styria, Graz u. a. 1962.

## Nachweise
1. ↑  Walther Höflechner: Geschichte der Karl-Franzens-Universität Graz. Von den Anfängen bis ins Jahr 2005 (= Karl-Franzens-Universität. Graz Allgemeine wissenschaftliche Reihe. 1). Grazer Universitäts-Verlag u. a., Graz 2006, ISBN 3-7011-0058-6, S. 348.
2. ↑  (Redaktioneller) Nachruf in: Der Donauraum. Band 28, 1986, S. 144, doi:10.7767/dnrm.1986.28.jg.143.
3. ↑  Wolfram Karl (Hrsg.): In memoriam Herbert Miehsler. Gedächtnisvorlesungen an der Universität Salzburg 1987–1996. Heymann, Köln u. a. 1998, ISBN 3-452-24056-8.
4. ↑  Homepage von Ursula Miehsler-Bolzano
5. ↑  Günter K. Kodek: Die Kette der Herzen bleibt geschlossen. Mitglieder der österreichischen Freimaurer-Logen 1945 bis 1985. Löcker, Wien 2014, ISBN 978-3-85409-706-8, S. 160.

| Personendaten    | Personendaten                          |
| ---------------- | -------------------------------------- |
| NAME             | Miehsler, Herbert                      |
| KURZBESCHREIBUNG | österreichischer Rechtswissenschaftler |
| GEBURTSDATUM     | 20. Juni 1934                          |
| GEBURTSORT       | Wien                                   |
| STERBEDATUM      | 1. Juli 1986                           |